# فيديريكو أندرادا
فيديريكو أوسكار أندرادا (بالإسبانية: Federico Óscar Andrada)‏ (ولد بتاريخ 3 مارس 1994 ببوينس آيرس) وهو لاعب كرة قدم أرجنتيني يلعب كمهاجم لنادي فيليز سارسفيلد في دوري الدرجة الأولى الأرجنتيني.

## وصلات خارجية
- فيديريكو أندرادا على موقع قاعدة بيانات كرة القدم.إي يو (الإنجليزية)
- فيديريكو أندرادا على موقع Soccerway.com (الإنجليزية)
- فيديريكو أندرادا على موقع AS.com (الإسبانية)

- Profile at Vélez Sarsfield's official website (بالإسبانية)
- Profile at BDFA (بالإسبانية)
- Footballdatabase profile
- Federico Andrada at Soccerway